# Anicet (pape)
Pour les articles homonymes, voir Anicet.
Anicet (Anicetus ou Anicitus) est, selon l'Église catholique qui le vénère comme saint, le 11e évêque de Rome, qui siégea de 150 (ou 157) à 153 (ou 168),. Selon l'Annuaire pontifical, le début de sa papauté pourrait avoir lieu en 153.
Anicet s'est activement opposé au gnosticisme et au marcionisme. Il accueillit Polycarpe de Smyrne à Rome pour discuter de la controverse pascale.

## Biographie

### Origines
Selon le Liber Pontificalis, Anicet est un Syrien de la ville d'Émèse (Homs moderne).
On ne sait pas pourquoi il se trouve à Rome ; il semble cependant qu'il ait été expulsé de l'Église d'Antioche comme hérétique alors qu'il s'opposait au mouvement gnostique.

### Pontificat
Dans ces années-là, la prédication de Marcion est particulièrement populaire à Rome ; dans les premières années de son épiscopat, Anicet, soutenu par l'école fondée par Justin de Naplouse, concentre ses efforts pour s'y opposer ; durant son épiscopat, il s'oppose à ces mouvements philosophiques, s'érigeant en défenseur de la succession apostolique. Selon le Liber Pontificalis, Anicet décrète que les prêtres ne sont pas autorisés à porter les cheveux longs, au nom d'une morale des ecclésiastiques qui doit elle aussi être visible (peut-être parce que les Gnostiques portaient des cheveux longs). Sans doute qu'à l'image de son prédécesseur Pie Ier, il laisse de véritables penseurs chrétiens, tels Justin de Naplouse ou Hégésippe de Jérusalem, lutter contre les hérésies gnostiques qui traversent les chrétiens de Rome.
D'après le témoignage d'Irénée de Lyon, présent à Rome sous le pontificat d'Anicet, rapporté par Eusèbe de Césarée, Polycarpe de Smyrne, le dernier des disciples des apôtres, décide, à l'âge de 80 ans, de se rendre à Rome. La visite de Polycarpe est due à la controverse sur la date à laquelle célébrer Pâques. Polycarpe et son église de Smyrne célèbrent Pâques le quatorzième jour du mois de Nissan, comme les Juifs, quel que soit le jour de la semaine, alors que selon l'Église romaine, Pâques doit être célébrée le dimanche. Polycarpe et Anicet ne se mettent pas d'accord sur une date commune, mais ils se quittent en bons termes, évitant ainsi un schisme douloureux entre les Églises romaine et grecque, bien que chacune ait adopté sa propre liturgie. Selon Eusèbe de Césarée : « Polycarpe n'a pu persuader Anicetus, ni Anicetus Polycarpe. Le différend n'a pas été résolu, mais les relations n'ont pas été rompues. » La controverse va s'envenimer au cours des siècles suivants.
Eusèbe lui-même rapporte que, pendant l'épiscopat d'Anicet, l'historien chrétien Hégésippe de Jérusalem s'est également rendu à Rome. Cette visite est souvent citée comme un signe de l'importance du siège romain dès les débuts du christianisme.
Après 161, sous l'empereur romain Marc Aurèle, un nouveau mouvement chrétien s'installe, le montanisme. Cette hérésie, conduisant à une ascèse extrême, poussant ses membres à adopter des comportements antisociaux, irrite la composante non chrétienne de Rome qui détient le pouvoir d'État et qui ne se soucie pas de faire la distinction entre les chrétiens « orthodoxes » et les chrétiens « hérétiques ». À cause de ces exagérations, de nombreux évêques sont condamnés à mort et les persécutions reprennent à un rythme accéléré.[non neutre] Saint Polycarpe et saint Justin eux-mêmes subissent le martyre.
Anicet édifie probablement dans la nécropole du Vatican le petit monument en l'honneur de saint pierre, qui est le premier noyau de la future basilique Saint-Pierre. Ce monument est le but de pèlerinages vers le début du IIIe siècle. Il fut redécouvert lors des fouilles effectuées entre 1939 et 1949 par ordre de Pie XII.

### Mort et sépulture

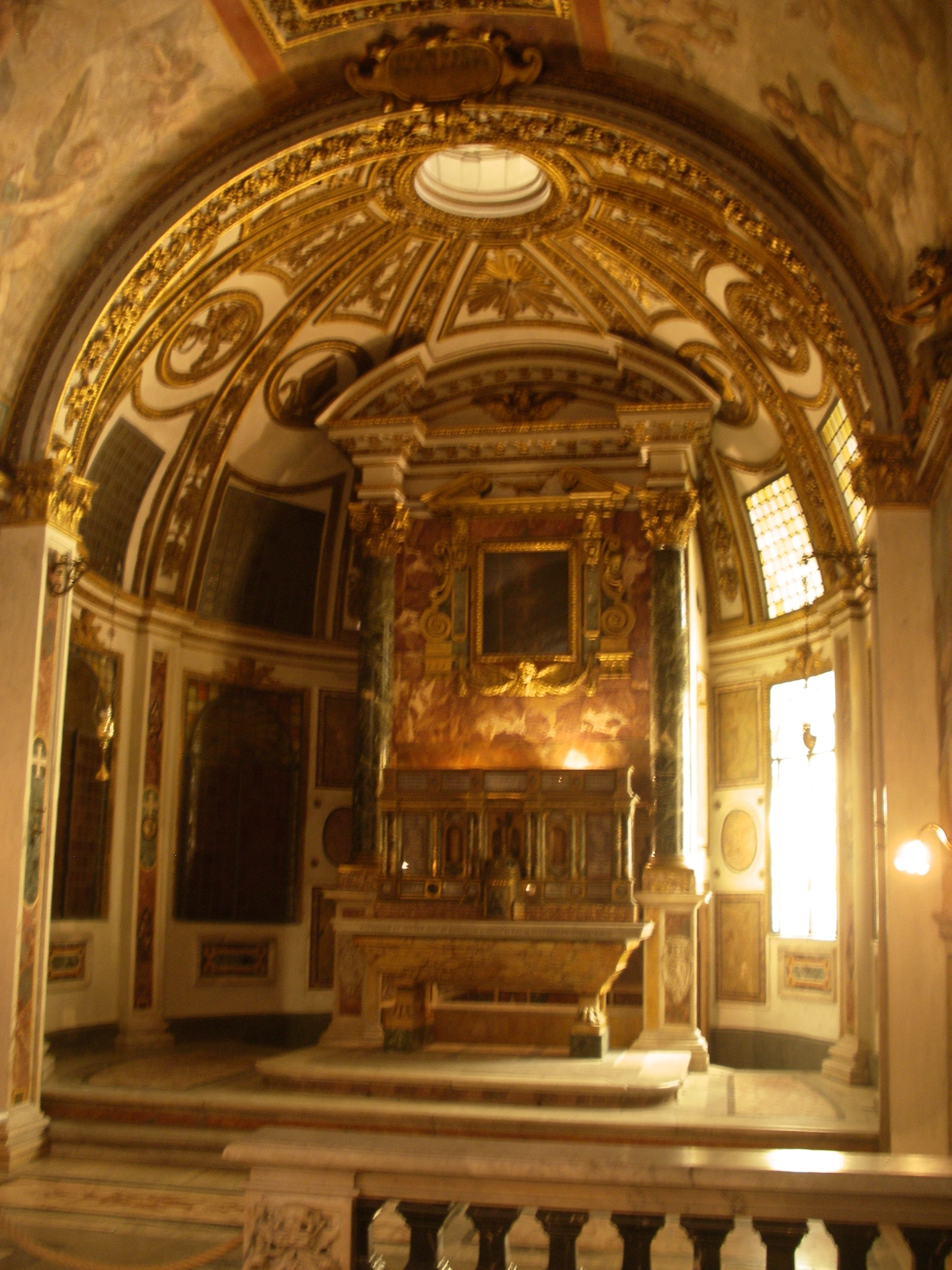
Tombeau de saint Anicet dans la chapelle du palais Altemps.

Selon la tradition, Anicet subit le martyre en 153 (ou 168), sous le règne de l'empereur romain Lucius Aurelius Verus, mais il n'y a aucune base historique à ce récit. Les historiens ultérieurs ont également affirmé qu'Anicet a subi le martyre, mais le jour varie entre le 16, le 17 et le 20 avril, aucun détail n'est connu sur le type de martyre, ni aucune confirmation documentée.
Selon la tradition, il est le premier évêque de Rome à être enterré dans ce qui deviendra plus tard la catacombe de Saint-Calixte sur la voie Appienne.
En 1604, son corps est translaté à la chapelle du palais Altemps, après que le pape Clément VIII eut accédé à la demande de Giovanni Angelo d'Altemps, 2e duc de Gallese, d'avoir la dépouille du pape dans la chapelle familiale.

## Culte
Inscrit dans le Martyrologe romain au 17 avril, il est néanmoins fêté le 20 avril,.